# Funkce (matematika)

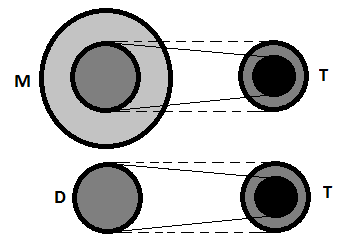
Zobrazení z množiny M (nahoře) resp. množiny D (dole) na množinu T (přerušovaná čára) resp. do množiny T (plná čára).

Funkce je v matematice název pro zobrazení z množiny {\displaystyle M} na nebo do číselného tělesa {\displaystyle T} (množiny reálných nebo komplexních čísel), či na nebo do vektorového prostoru {\displaystyle T^{m}} tvořeného uspořádanými {\displaystyle m}-ticemi prvků z číselného tělesa {\displaystyle T} v případě vektorové funkce. Je to tedy předpis, který každému prvku z množiny {\displaystyle D\subseteq M} (kde množina {\displaystyle D} se nazývá definiční obor funkce) přiřadí právě jedno číslo z množiny {\displaystyle T} resp. vektor z množiny {\displaystyle T^{m}}(kde množina resp. podmnožina {\displaystyle T} resp. {\displaystyle T^{m}} se nazývá obor hodnot funkce).

## Definice funkce
Funkce {\displaystyle f} je binární relací {\displaystyle [f;D,T]}, kde každému prvku {\displaystyle x\in D} je přiřazeno právě jedno číslo {\displaystyle y\in T} tak, že {\displaystyle [x,y]\in f} (jestliže {\displaystyle [x_{1},y_{1}],[x_{2},y_{2}]\in f} a {\displaystyle x_{1}=x_{2}}, pak {\displaystyle y_{1}=y_{2}}). Místo {\displaystyle [x,y]\in f} píšeme {\displaystyle y=f(x)}, kde {\displaystyle x} nazýváme nezávisle proměnnou (argumentem) funkce {\displaystyle f} a {\displaystyle y} nazýváme závisle proměnnou (funkční hodnotou) funkce {\displaystyle f}.
Definičním oborem (doménou) funkce je podmnožina {\displaystyle D} množiny {\displaystyle M} všech prvků {\displaystyle x\in M}, ke kterým v relaci existuje právě jedna uspořádaná dvojice {\displaystyle [x,y]\in f}, kde {\displaystyle y\in T}.
Oborem hodnot (kodoménou) funkce je množina všech prvků {\displaystyle y\in T}, ke kterým v relaci existuje alespoň jedna uspořádaná dvojice {\displaystyle [x,y]\in f}, kde {\displaystyle x\in D}.
U prvků množiny {\displaystyle M}, které nejsou prvky definičního oboru {\displaystyle D}, říkáme, že funkce v nich není definována. Pokud není při zadání funkce uveden definiční obor {\displaystyle D}, pak se za něj obvykle považuje množina {\displaystyle M} všech hodnot nezávisle proměnné, pro něž má funkce smysl. Definičním oborem může být například množina přirozených, celých, racionálních, reálných nebo komplexních čísel. Argumenty definičního oboru mohou mít obecně více dimenzí, pokud mají nekonečnou dimenzi, nemluvíme již o funkci, ale o funkcionálu.

## Značení funkce
Vektorovou funkci n reálných proměnných značíme {\displaystyle f:\mathbb {R} ^{n}\rightarrow \mathbb {R} ^{m}}, pak pro m=1 dostaneme {\displaystyle f:\mathbb {R} ^{n}\rightarrow \mathbb {R} }, tj. reálná funkce více reálných proměnných a pro n=1 dostaneme {\displaystyle f:\mathbb {R} \rightarrow \mathbb {R} }, tj. reálná funkce reálné proměnné, kde zaměníme-li množinu reálných čísel {\displaystyle \mathbb {R} } za množinu komplexních čísel {\displaystyle \mathbb {C} }, mluvíme o komplexní funkci komplexní proměnné.
Funkci n reálných proměnných dále značíme:
- {\displaystyle f(x_{1},...,x_{n})}
- {\displaystyle f(x_{i})} pro {\displaystyle i=1,...,n}
- {\displaystyle f(X)}, kde {\displaystyle X=[x_{1},...,x_{n}]} představuje bod v n-rozměrném prostoru
- {\displaystyle f(r)}, kde {\displaystyle r} představuje polohový vektor bodu v n-rozměrném prostoru.

## Zadání funkce

### Tabulkou (výčtem hodnot)
Funkci s diskrétním (oddělené hodnoty netvořící souvislý interval) oborem hodnot (ať už s diskrétním definičním oborem nebo funkci po částech konstantní) můžeme zadat výčtem hodnot, obvykle uspořádaným do tabulky.

#### Příklad

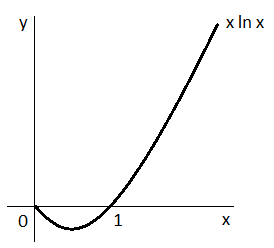
Průběh funkce

Příkladem může být zadání funkce např. tabulkou
| {\displaystyle x} | 1 | 2 | 5 | 7 | 9 |
| {\displaystyle y} | 2 | 4 | 5 | 3 | 3 |

Definičním oborem je zde množina {\displaystyle \{1,2,5,7,9\}} a oborem hodnot je množina {\displaystyle \{2,3,4,5\}}.

### Graficky
Grafickým zadáním funkci vyjádříme grafem.

#### Příklad
Příklad zadání funkce grafem ({\displaystyle D(x)} označuje definiční obor a {\displaystyle V(y)} obor hodnot)

### Analyticky
Analytickým zadáním, tj. předpisem, rozumíme buďto explicitní vyjádření funkce ve tvaru {\displaystyle y=f(x)}, nebo implicitní vyjádření funkce ve tvaru {\displaystyle F(x,y)=0}. Dalším způsobem zadání funkce je vyjádření v parametrickém tvaru soustavou rovnic {\displaystyle x=f_{1}(t)}, {\displaystyle y=f_{2}(t)}, kde {\displaystyle t} je vhodný parametr.

#### Příklad
Např. {\displaystyle y=2x^{2}} je explicitní zápis kvadratické funkce. V implicitním tvaru lze stejnou funkci zapsat rovnicí {\displaystyle y-2x^{2}=0}. Pro vyjádření v parametrickém tvaru lze zvolit např. soustavu rovnic {\displaystyle x={\frac {t}{\sqrt {2}}}}, {\displaystyle y=t^{2}}.

### Rekurentně
Rekurentním zadáním, tj. předpisem, který dává do vztahu nějaké hodnoty funkce s jinými hodnotami funkce takovým způsobem, že funkce je dobře definována.

#### Příklad
Příkladem takové funkce může být např. funkce definovaná na přirozených číslech, kterou definujeme vztahy {\displaystyle f(0)=1} a {\displaystyle f(n)=n\cdot f(n-1)} pro {\displaystyle n=1,2,3,\cdots }.
Uvedenou funkci lze také zapsat jako {\displaystyle f(n)=n!}, tj. tato funkce počítá faktoriál čísla {\displaystyle n}. Rekurzivní funkce našly uplatnění především ve výpočetní technice.

## Graf funkce

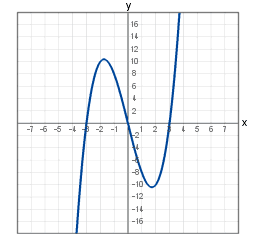
Graf funkce zobrazený v kartézské soustavě souřadnic

Graf funkce {\displaystyle f:\mathbb {R} ^{n}\rightarrow \mathbb {R} } je množina všech uspořádaných uspořádanými {\displaystyle (n+1)}-ticemi {\displaystyle ((x_{1},...,x_{n}),f(x_{1},...,x_{n}))}. Jako graf je též označena grafická reprezentace této množiny ve formě plochy, křivky, přímky, lomené čáry nebo bodů spolu s osami v kartézské soustavě souřadnic.
Graf nejčastěji zobrazuje závislost {\displaystyle y=f(x)}, tj. osa nezávisle proměnné se označuje jako {\displaystyle x}-ová souřadnice, osa závisle proměnné se označuje jako {\displaystyle y}-ová souřadnice. V případě většího počtu nezávisle proměnných se obvykle používá graf zachycující závislost {\displaystyle z=f(x,y)}, tj. závislost pouze na maximálně dvou vybraných proměnných.

### Příklad
Graf polynomu třetího stupně {\displaystyle f(x)=x^{3}-9x} je množina bodů {\displaystyle (x,x^{3}-9x)}, kde {\displaystyle x\in \mathbb {R} }.

## Průběh funkce
Vyšetřujeme-li průběh funkce, zkoumáme vlastnosti grafu funkce, tj. hledáme body, které graf funkce dělí na intervaly mající příslušnou vlastnost. Při vyšetřování průběhu funkce určujeme:
- definiční obor a obor hodnot
- průsečíky grafu funkce se souřadnými osami
  - Průsečík grafu funkce s osou {\displaystyle y} řešením rovnice {\displaystyle f(0)=y}
  - Průsečík grafu funkce s osou {\displaystyle x} řešením rovnice {\displaystyle f(x)=0}
- periodičnost funkce, sudost a lichost funkce a ohraničenost funkce
- intervaly spojitosti funkce
  - body nespojitosti
  - limity v bodech nespojitosti
- první derivaci funkce a její pomocí určíme
  - intervaly monotonie
  - stacionární body resp. lokální extrémy
- druhou derivaci a její pomocí určíme
  - intervaly konvexnosti a konkávnosti
  - inflexní body
- rovnice asymptot

Stacionární (červené) a inflexní (modré) body funkce

Jako stacionární bod resp. inflexní bod funkce {\displaystyle f} se označuje každý bod {\displaystyle a} jejího definičního oboru, v němž je první resp. druhá derivace funkce nulová (pokud v tomto bodě derivace existují), tj. ve stacionárním resp. inflexním bodě platí: {\displaystyle f'(a)=0} resp. {\displaystyle f''(a)=0}.
Pokud je bod {\displaystyle a} definičního oboru funkce {\displaystyle f} stacionární bod, v němž je druhá derivace funkce kladná resp. záporná (pokud v tomto bodě druhá derivace existuje), nastává v bodě ostré lokální minimum resp. ostré lokální maximum, tj. v tomto bodě platí: {\displaystyle f''(a)>0} resp. {\displaystyle f''(a)<0}.
Extrém funkce může nastat i v bodě, kde první derivace není definovaná.

### Příklad
Vyšetřujme průběh funkce {\displaystyle y=x\;\ln x}:
- zatímco lineární funkce {\displaystyle y=x} je definována pro všechna {\displaystyle x}, funkce logaritmus je definována pouze pro {\displaystyle x>0}, tj. definičním oborem vyšetřované funkce bude interval {\displaystyle (0,+\infty )}.

- průsečík s osou {\displaystyle y} získáme z rovnice {\displaystyle y=0\ln 0}, tj. {\displaystyle y=0} a průsečík s osou {\displaystyle x} získáme z rovnice {\displaystyle x\ln x=0}, tj. {\displaystyle x_{1}=0} a {\displaystyle x_{2}=1}.

- určíme limitu v každém bodě {\displaystyle a} definičního oboru: {\displaystyle \lim _{x\rightarrow a}x\;\ln x=a\;\ln a}, tj. funkce je na definičním oboru spojitá.

- určíme první derivaci funkce a položíme ji rovnu nule: {\displaystyle y^{\prime }=\ln x+1=0}, tj. {\displaystyle \ln x=-1}, tj. bod {\displaystyle x={\frac {1}{e}}} je stacionární a

funkce je rostoucí na intervalu, ve kterém platí {\displaystyle y^{\prime }>0}, tj. {\displaystyle \ln x>-1}, tj. pro {\displaystyle x>{\frac {1}{e}}},
funkce je klesající na intervalu, ve kterém platí {\displaystyle y^{\prime }<0}, tj. {\displaystyle \ln x<-1}, tj. pro {\displaystyle x<{\frac {1}{e}}},
tj. z rozložení intervalů monotonie lze určit, že stacionární bod je ostré lokální minimum ({\displaystyle y^{\prime \prime }({\frac {1}{e}})=e>0}), funkce je tedy zdola omezená.
- vzhledem k tomu, že {\displaystyle y^{\prime \prime }={\frac {1}{x}}>0} na celém definičním oboru, nemá funkce žádný inflexní bod.

- asymptoty k funkci neexistují, neboť {\displaystyle \lim _{x\rightarrow +\infty }{\frac {f(x)}{x}}=\lim _{x\rightarrow +\infty }\ln x=+\infty }.

- funkční hodnota lokálního minima je {\displaystyle y({\frac {1}{e}})=-{\frac {1}{e}}}.

- určíme-li v nulovém bodě pomocí l'Hospitalova pravidla jednostrannou limitu zprava: {\displaystyle \lim _{x\rightarrow 0+}x\;\ln x=\lim _{x\rightarrow 0+}{\frac {\ln x}{\frac {1}{x}}}=\lim _{x\rightarrow 0+}{\frac {\frac {1}{x}}{-{\frac {1}{x^{2}}}}}=0}, funkci můžeme v nulovém bodě dodefinovat: {\displaystyle y(0)=0}, tj. rozšířit definiční obor na interval {\displaystyle \langle 0,+\infty )}.

## Prostá funkce
Prostá funkce je v matematice funkce, která žádnou funkční hodnotu nenabývá vícekrát než jednou. Je to důležitá vlastnost spojená s řešením rovnic, protože nás informuje o tom, že rovnice mající na jedné straně prostou funkci a na druhé straně její funkční hodnotu nemá více než jedno řešení. Tuto informaci je důležité mít například před použitím numerických metod řešení rovnic.

### Definice
Funkci {\displaystyle f:\mathbb {R} \rightarrow \mathbb {R} } na definičním oboru {\displaystyle D} označujeme jako prostou na {\displaystyle D}, pokud pro každé dvě hodnoty {\displaystyle x_{1}\neq x_{2}} z {\displaystyle D} platí {\displaystyle f(x_{1})\neq f(x_{2})}, tedy pro libovolnou dvojici různých hodnot {\displaystyle x} jsou různé i hodnoty funkce {\displaystyle f(x)}.

### Vlastnosti

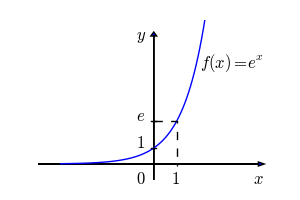
Prostá exponenciální funkce

Pokud je funkce {\displaystyle f} na {\displaystyle D} ryze monotonní (tedy její hodnoty neustále rostou nebo neustále klesají), pak je na {\displaystyle D} také prostá, neboť se v žádném jiném bodě nemůže vrátit do stejného výsledku. Opačné tvrzení (tedy že pokud je funkce prostá, pak je i ryze monotonní) platí pouze pro spojité funkce, pro které jsou tak tvrzení o prostosti a ryzí monotonicitě ekvivalentní.

### Příklady
Mezi funkcemi nespojitými ale existují i případy prostých funkcí, které ryze monotonní nejsou. Např. prostá funkce {\displaystyle 1\to 3,2\to 4,3\to 2,4\to 1} je na množině {\displaystyle \{1,2\}} rostoucí, zatímco na množině {\displaystyle \{3,4\}} klesající, a na svém celém definičním oboru tedy není monotonní.
Příkladem prosté funkce je exponenciální funkce {\displaystyle f(x)=e^{x}}, naopak příkladem neprosté funkce je kvadratická funkce {\displaystyle f(x)=x^{2}}, neboť např. {\displaystyle f(-2)=f(2)=4}.

### Souvislost s inverzní funkcí
K prosté funkci existuje funkce inverzní – např. k funkci exponenciální je inverzní funkcí logaritmus. Funkcím, které nejsou prosté, nelze inverzní funkci přiřadit; pokud jsou však prosté na určité podmnožině svého definičního oboru, lze je invertovat na této podmnožině – takto je např. druhá odmocnina inverzní funkcí k druhé mocnině na intervalu {\displaystyle \langle 0,\infty )} či arkus sinus inverzní funkcí k sinu na intervalu {\displaystyle \langle -{\frac {\pi }{2}},{\frac {\pi }{2}}\rangle }, protože druhá mocnina resp. sinus jsou na těchto intervalech prosté.

## Inverzní funkce

Graf funkce inverzní k prosté části paraboly

Inverzní funkce k nějaké funkci {\displaystyle f:\mathbb {R} \rightarrow \mathbb {R} } přiřazuje obrazům funkce {\displaystyle f} jejich vzory. Laicky řečeno, inverzní funkce zobrazuje „opačným směrem“ než původní funkce.

### Definice
Je-li {\displaystyle f:A\rightarrow B} funkce, kde {\displaystyle A,B\subseteq \mathbb {R} }, pak inverzní funkce {\displaystyle f^{-1}:B\rightarrow A} je taková, že {\displaystyle f^{-1}(b)=a\Leftrightarrow f(a)=b} nebo také {\displaystyle (b,a)\in f^{-1}\Leftrightarrow (a,b)\in f}. Z toho vyplývá, že funkce {\displaystyle f} musí být prostá, tzn. různým prvkům {\displaystyle a,a'} musí přiřazovat různé prvky {\displaystyle b,b'} – jinak by nebylo jednoznačně určeno, na co se má zobrazit prvek {\displaystyle b} v inverzním zobrazení.

### Vlastnosti
- Inverzní funkce je prostá a surjektivní, tj. bijektivní, tj. {\displaystyle f(f^{-1}(x))=f^{-1}(f(x))=x}.
- Graf inverzní funkce k funkci prosté obdržíme překlopením grafu prosté funkce podél osy {\displaystyle x=y}.
- Neexistenci snadno spočítatelné inverzní funkce využívají jednosměrné funkce a hašovací funkce.

## Implicitní funkce
Mějme funkci {\displaystyle y=f(x)} a funkci {\displaystyle F(x,y)=z}, vyhovuje-li funkce {\displaystyle f} na svém definičním oboru rovnici {\displaystyle F(x,f(x))=0} pro {\displaystyle (x,f(x))} ležící v definičním oboru funkce {\displaystyle F}, říkáme, že funkce {\displaystyle f} je implicitně vyjádřená uvedenou rovnicí.

## Algebraická funkce

### Polynomiální funkce
Polynomiální funkci lze vyjádřit ve tvaru:
{\displaystyle f(x)=P_{n}(x)=a_{0}+a_{1}x+a_{2}x^{2}+\cdots +a_{n}x^{n}},
kde {\displaystyle a_{n}\neq 0} a {\displaystyle n} je stupeň polynomu {\displaystyle P}.

### Racionální funkce
Racionální funkci lze vyjádřit ve tvaru:
{\displaystyle f(x)={\frac {P_{n}(x)}{Q_{m}(x)}}={\frac {a_{0}+a_{1}x+a_{2}x^{2}+\cdots +a_{n}x^{n}}{b_{0}+b_{1}x+b_{2}x^{2}+\cdots +b_{m}x^{m}}}},
kde {\displaystyle b_{m}\neq 0} a {\displaystyle m} je stupeň polynomu {\displaystyle Q}.

### Iracionální funkce
Iracionální funkce jsou funkce obsahující ve svém předpisu výraz {\displaystyle x^{\frac {n}{m}}={\sqrt[{m}]{x^{n}}}}, kde {\displaystyle x>0}, {\displaystyle n\in \mathbb {Z} -\{0\}}, {\displaystyle m\in \mathbb {N} } a {\displaystyle n,m} jsou vzájemně nesoudělná čísla, jako např. druhá odmocnina.

## Transcendentní funkce
Funkce, které nejsou algebraické, se označují jako transcendentní. Mezi nižší transcendentní funkce se řadí funkce goniometrické, cyklometrické, hyperbolické, hyperbolometrické či exponenciální a logaritmické. Mezi vyšší transcendentní funkce se řadí například chybová funkce či eliptické integrály.

## Mnohoznačná funkce
Termín mnohoznačná (vícehodnotová) funkce vznikl v komplexní analýze analytickým rozšířením jednoznačné (jednohodnotové) funkce. Často se stává, že je známa hodnota komplexní analytické funkce {\displaystyle f(z)} komplexní proměnné {\displaystyle z} v určitém okolí bodu {\displaystyle z=a}. To je případ funkcí definovaných implicitně nebo Taylorovou řadou v okolí {\displaystyle z=a}. V takovém případě lze rozšířit obor hodnot jednohodnotové funkce {\displaystyle f(z)} podél křivek v komplexní rovině vedoucích z bodu {\displaystyle z=a} do bodu {\displaystyle z=b}. Přitom hodnota rozšířené funkce v bodě {\displaystyle z=b} závisí na zvolené křivce z {\displaystyle a} do {\displaystyle b} a protože žádná z nových hodnot není přirozenější než ostatní, jsou všechny začleněny do vícehodnotové funkce. Příkladem je n-tá odmocnina komplexního čísla, což je n-značná funkce, například pro druhou odmocninu vyjde:
{\displaystyle f(z)={\sqrt {z}}={\sqrt {|z|}}e^{i{\frac {\varphi }{2}}}={\sqrt {|z|}}(\cos {\frac {\varphi }{2}}+i\sin {\frac {\varphi }{2}})={\begin{cases}{\sqrt {|z|}},&{\text{pro }}\varphi =0\\i{\sqrt {|z|}},&{\text{pro }}\varphi =\pi \end{cases}}}

## Operace s funkcemi
Mějme funkci {\displaystyle f(x)} resp. {\displaystyle g(x)} s definičním oborem {\displaystyle D_{f}} resp. {\displaystyle D_{g}}. Společný definiční obor obou funkcí je průnikem obou definičních oborů, tj. {\displaystyle D=D_{f}\cap D_{g}}.

### Binární operace
Součtem funkcí {\displaystyle f,g} na {\displaystyle D} označíme funkci {\displaystyle h} takovou, že {\displaystyle h(x)=f(x)+g(x)} pro všechna {\displaystyle x\in D}.
Součinem funkcí {\displaystyle f,g} na {\displaystyle D} označíme funkci {\displaystyle h} takovou, že {\displaystyle h(x)=f(x)\cdot g(x)} pro všechna {\displaystyle x\in D}.
Podílem funkcí {\displaystyle f,g} na {\displaystyle D^{\prime }} označíme funkci {\displaystyle h} takovou, že {\displaystyle h(x)={\frac {f(x)}{g(x)}}} pro všechna {\displaystyle x\in D^{\prime }}, kde {\displaystyle D^{\prime }} = {\displaystyle D-\{x\in D_{g}\ |\ g(x)=0\}}.
Skládáním funkcí {\displaystyle f,g} na {\displaystyle D^{\prime }} označíme funkci {\displaystyle h} takovou, že {\displaystyle h(x)=(f\circ g)(x)=f(g(x))} pro všechna {\displaystyle x\in D^{\prime }}, kde {\displaystyle D^{\prime }} = {\displaystyle \{x\in D_{g}\ |\ g(x)\in D_{f}\}}.
Konvolucí funkcí {\displaystyle f,g} na {\displaystyle D} označíme funkci {\displaystyle h} takovou, že {\displaystyle h(x)=(f*g)(x)=\int _{-\infty }^{\infty }f(\alpha )\,g(x-\alpha )\,\mathrm {d} \alpha } pro všechna {\displaystyle x\in D}.
Korelací funkcí {\displaystyle f,g} na {\displaystyle D} označíme funkci {\displaystyle h} takovou, že {\displaystyle h(x)=(f\star g)(x)=\int _{-\infty }^{\infty }f^{*}(\alpha )\,g(x+\alpha )\,\mathrm {d} \alpha =\int _{-\infty }^{\infty }f^{*}(\alpha -x)\,g(\alpha )\,\mathrm {d} \alpha } pro všechna {\displaystyle x\in D}.
Složením funkcí {\displaystyle f} a {\displaystyle g} je množina {\displaystyle f\circ g=\{[x,y]|\exists [x,z]\in g\wedge [z,y]\in f\}}.
Operace skládání funkcí nemusí být v obecném případě komutativní. Zatímco konvoluce je funkcí komutativní, pro vzájemnou korelaci to obecně neplatí (je komutativní pouze pro Hermitovské funkce, tj. funkce, pro které platí {\displaystyle f^{*}(x)=f(-x)} pro všechna {\displaystyle x\in D}, kde symbol {\displaystyle ^{*}} značí komplexní sdružení).

### Unární operace
Inverzí funkce {\displaystyle f} na {\displaystyle V_{f}} označíme funkci {\displaystyle f^{-1}} takovou, že {\displaystyle f^{-1}(y)=x}, kde pro každé {\displaystyle y\in V_{f}} existuje právě jedno {\displaystyle x\in D_{f}} tak, že {\displaystyle y=f(x)}, tj. {\displaystyle f} je prostá funkce.
Graf inverzní funkce {\displaystyle f^{-1}} je osově souměrný s grafem funkce {\displaystyle f} podle osy 1. a 3. kvadrantu. Z toho plyne, že identická funkce {\displaystyle f(x)=x} je inverzní sama k sobě.